# Río Cass (Míchigan)
El río Cass es un río de 99.0 kilómetros en la región del Thumb del estado estadounidense de Míchigan. Drena grandes porciones de los condados de Sanilac y Tuscola, y porciones más pequeñas de los condados de Genesee, Huron, Lapeer y Saginaw. 
Desemboca en el río Shiawassee en la Reserva Nacional de Shiawassee en 43°22′42″N 83°59′04″O / 43.37833, -83.98444, a menos de una milla de donde el Shiawassee se une con el río Tittabawassee para formar el río Saginaw, al suroeste de la ciudad de Saginaw. El río Saginaw es un afluente del lago Hurón. 
El río Cass fluye a través o muy cerca de Bridgeport, Frankenmuth, Tuscola, Vassar, Caro y Cass City . 
La rama principal del río Cass se forma por la confluencia de los ramales norte y sur en 43°35′10″N 83°10′15″O / 43.58611, -83.17083, al sur de Cass City. La rama media se une a la rama sur en 43°32′56″N 83°03′05″O / 43.54889, -83.05139, en el municipio de Evergreen, en el condado de Sanilac. La rama media se origina en el municipio de Elmer, en el condado de Sanilac. La rama sur se origina en el municipio de Flynn, condado de Sanilac, cerca del límite con el condado de Lapeer.
La rama norte se origina en la confluencia de varios desagües al noreste de Ubly, en el condado de Huron. Las cabeceras de la bifurcación del sur de la rama norte son desagües al sur del municipio de París, en el sureste del condado de Huron. La bifurcación sur de la rama norte se origina por confluencia de desagües en el municipio de Minden, en el norte central del condado de Sanilac. La bifurcación del sur desemboca en la rama norte en 43°39′17″N 83°01′50″O / 43.65472, -83.03056, en el municipio de Greenleaf, en el condado de Sanilac.